# Saprosites rectus
Saprosites rectus är en skalbaggsart som beskrevs av Bordat 1990. Saprosites rectus ingår i släktet Saprosites och familjen Aphodiidae. Inga underarter finns listade i Catalogue of Life.